# 67 هـ
67 هـ هي سنة في التقويم الهجري امتدت مقابلةً في التقويم الميلادي بين سنتي 686 و687.

## أحداث
- مقتل المختار بن أبي عبيد الثقفي على يد مصعب بن الزبير بالعراق.

## وفيات
- المختار الثقفي
- عبيد الله بن زياد
- شرحبيل بن ذي الكلاع
- الحصين بن نمير السكوني
- شريك بن حدير التغلبي
- عبد الله بن كامل الشاكري
- أحمر بن شميط
- عبيد بن شرية
- عمرة بنت النعمان
- كيان أبو عمرة
- محمد بن الأشعث